# Палашенков, Андрей Фёдорович
Андрей Фёдорович Палашенков (17 [29] октября 1886, село Надва, Смоленская губерния — 30 апреля 1971, Омск) — русский и советский учёный, краевед, этнограф и музейный работник. Директор Омского краеведческого музея (1943—1957).

## Биография
Родился в крестьянской семье. Отец Фёдор Наумович Палашенков, мать Агария Гавриловна Палашенкова. Сёстры — старшая Иулита, младшая Евдокия.

### Образование
Начальное образование получил в одноклассном земском училище. Продолжил обучение в четырёхклассном училище МНП и Алферовской учительской семинарии, которую окончил в 1907 г.
В 1913—1917 годах учился на археографическом, затем на археологическом (1917—1922) факультетах Смоленского отделения Московского археологического института, которые успешно окончил.
В 1914 году стал действительным членом Смоленской губернской ученой архивной комиссии.
В 1919—1923 годах прослушал курс словесно-исторического отделения Смоленского института народного образования.

### Работа
В 1907г учителем-заведующим Челновской земской школой в деревне Челновая (Дорогобужский уезд)
В 1914—1918 гг. — преподаватель Смоленской мужской гимназии. В 1918—1925 гг. преподавал в школах № 9 и № 17 Смоленска.
В 1920 году был назначен директором объединённых музеев Смоленской губернии
В начале 1922 г. был включен в состав комиссии по организации Музея старого Смоленска; с этого же времени являлся одним из хранителей данного музея и членом его правления. Входил в правление Общества старого Смоленска, целью которого были собирание и охрана «местных памятников старины». Летом 1922 г. с началом организации в Смоленске Музея искусств и древностей был назначен хранителем его отдела древностей.
Арестован 7 сентября 1933. 25 марта 1934 года был обвинен в шовинизме, в «противодействии проведению мероприятий Советской власти», осужден и выслан в Карлаг на 3 года. За ударную работу по созданию общелагерного музея срок был сокращен, и в марте 1936 года. освобожден.
С 1937 по 1943 годы научный сотрудник Омского краеведческого музея. В годы Великой Отечественной войны вместе с сотрудниками музея обеспечивал сохранность эвакуированных в Омск в 1941 г. музейных коллекций из Москвы, Вологды, Новгорода.
С 1943 по 1957 годы — директор Омского краеведческого музея.
Умер в Омске 30 апреля 1971 года на 85 году жизни. Похоронен на Старо-Восточном кладбище.
Был реабилитирован 31 марта 1989 года на основании ст. 1 Указа Президиума Верховного Совета СССР от 16 января 1989 года.

## Научная деятельность
Будучи директором Смоленского музея и уполномоченным по охране и вывозу художественных и исторических ценностей, оставленных бывшими владельцами «дворянских гнезд», произвел учёт национализированных памятников культуры, первичную их обработку, обеспечил хранение.
Его стараниями в Смоленской области были открыты музей композитора М. И. Глинки и дом-музей ученого-путешественника Н. М. Пржевальского.
В 1923 году организатор этнографического отдела на Всероссийской выставке в Москве.
В 1937—1940 годах провёл учёт, фотофиксацию и паспортизацию историко-революционных памятников на территории Омской области.
В 1937 году им были проведены раскопки, сделаны обмеры, разрезы, снят план Искера — бывшей столицы Сибирского царства
В 1938 году обследовал кремль, могилы декабристов и другие памятники Тобольска.
В июле 1938 года «отправился в Заполярье, к самоедам (ненцам)».
По инициативе А. Ф. Палашенкова были открыты музей сибирского садовода П. С. Комиссарова (1950 г.), музей Марьяновских боев (1953 г.), взят под государственную охрану участок Московско-Сибирского тракта (1957 г.).
Активно выступал в защиту Тарских ворот второй Омской крепости, Никольского казачьего собора и других памятников истории и архитектуры. По инициативе А. Ф. Палашенкова и при его непосредственном участии в 1947 г. был возрожден Омский отдел Географического общества.

## Память
- в Омском историко-краеведческом музее проводятся ежегодные Палашенковские чтения
- в Омске одна из улиц носит имя Палашенкова
- в 1989 году на его доме в Омске по улице Успенского установлена мемориальная доска

## Летература
- Тихонова А. В. Особое мнение в защиту культуры. Очерк об Андрее Фёдоровиче Палашенкове (1886—1971) // Архив наследия — 2008 / Сост. и науч. ред. В. И. Плужников. — М.: Институт наследия, 2010. — С. 241—150. — ISBN 978-5-86443-159-7.
- Илевич С. В. Сохранённые А. Ф. Палашенковым памятники культуры Смоленска (дополнение к статье А. В. Тихоновой «Особое мнение в защиту культуры») // Архив наследия — 2008 / Сост. и науч. ред. В. И. Плужников. — М.: Институт наследия, 2010. — С. 151—160. — ISBN 978-5-86443-159-7.
- Иванов М. В. Памяти А. Ф. Палашенкова (листая следственное дело) // Архив наследия — 2015. Вып. 14. / Сост. и науч. ред. В. И. Плужников. — М.: Институт наследия, 2015. — С. 170—189. — ISBN 978-5-86443-187-0.